# Amma Darko
Amma Darko, född 1956 i Koforidua, är en ghanansk författare.
Darko är född i Tamale i norra Ghana och flyttade sedan till Ashantiregionen. Hon studerade på universitetet i Kumasi och tog examen 1980. 1981 flyttade hon till Tyskland, där hon bodde i Hildesheim under en stor del av 1980-talet. Hon är numera bosatt i Ghanas huvudstad Accra.
Debutboken Verkaufte Traum (Beyond the Horizon) gavs ut 1991 och handlar om en afrikansk kvinna i Tyskland som tvingas in i prostitution. Romanen gavs ut i den prestigefulla serien Heinemann African writers series där många betydande afrikanska författare gjort sin debut på engelska. Darko räknas idag till landets lilla krets av etablerade författare. Darkos romaner är deckarromaner med medelklasskvinnan Kabria som huvudkaraktär. Kabira är samhällsengagerad, kritisk och har en stor dos varm humor och i böckerna har även en radiostation en framskjuten roll. Flera av hennes böcker kretsar kring kvinnors roll i samhället.
Vid sidan av författandet försörjer sig Darko genom att arbeta på skattemyndigheten i Accra.